# Liste der Schiffe der Nationalen Volksarmee
Diese Liste führt die Kriegs- und Hilfsschiffe sowie die Boote der Nationalen Volksarmee und ihrer Vorgängerorganisationen (Hauptverwaltung Seepolizei 1950–1952, Volkspolizei See 1952–1956) auf, die in verschiedenen Marineverbänden in Dienst waren. Die Schiffe und Boote waren vorrangig in der Volksmarine (VM) organisiert.

Seekriegsflagge der Volksmarine

Die Liste ist nach Schiffstypen und Schiffsklassen geordnet, hinter deren Namen jeweils eine Schiffsliste der Einzelschiffe dieser Klasse folgt. Zum Verbleib der Schiffe und Boote siehe die Artikel zu den Klassen.

## Erklärung
- Klasse/Projekt: Nennt die Klassenbezeichnung der NATO oder wenn nicht vergeben die der VM, gefolgt von der Projektnummer unter der die Schiffe und Boote bei der VM geführt wurden. Bei Schiffen und Booten ausländischer Herkunft wurden die Projektnummern der jeweiligen Marine durch die VM übernommen.
- Schiffe:
  - Nr.: Die Bordnummer, soweit vergeben. Bei Fahrzeugen die während ihrer Dienstzeit verschiedene Bordnummern besaßen, ist die letzte angegeben. Genauere Angaben befinden sich in den Artikeln der jeweiligen Klasse oder des Fahrzeuges.
  - Name: Der Name des Schiffs oder Boots, wenn benannt.
  - Dienstzeit: Von wann bis wann die Schiffe und Boote bei der NVA in Dienst waren.
- Verdrängung: Die Verdrängung des voll ausgerüsteten kampffähigen Schiffs oder Boots mit 50 Prozent der Betriebsstoffe.
- Truppenteil: Der Truppenteil oder die Flottille, in denen die Schiffe und Boote stationiert waren oder unter dessen Kommando sie standen.
- Bild: Hier ist ein Bild des Schiffs oder Boots zu sehen.

## Kampfschiffe und -boote

### Kleine Raketenschiffe (Flugkörperkorvetten)
| Klasse/Projekt                            | Schiffe             | Schiffe                                                                   | Schiffe                       | Verdrängung | Truppenteil  | Bild |
| Klasse/Projekt                            | Nr.                 | Name                                                                      | Dienstzeit                    | Verdrängung | Truppenteil  | Bild |
| ----------------------------------------- | ------------------- | ------------------------------------------------------------------------- | ----------------------------- | ----------- | ------------ | ---- |
| Tarantul-I-Klasse sowjet. Projekt 1241 RÄ | 571 572 573 574 575 | Albin Köbis Rudolf Eglhofer Fritz Globis Paul Eisenschneider Hans Beimler | 1984–1990 1985–1990 1986–1990 | 420 t       | 6. Flottille |      |

### Schnellboote

#### Raketenschnellboote (Flugkörperschnellboote)
| Klasse/Projekt                   | Schiffe                                                       | Schiffe | Schiffe                                                                         | Verdrängung | Truppenteil  | Bild |
| Klasse/Projekt                   | Nr.                                                           | Name | Dienstzeit                                                                      | Verdrängung | Truppenteil  | Bild |
| -------------------------------- | ------------------------------------------------------------- | --- | ------------------------------------------------------------------------------- | ----------- | ------------ | ---- |
| Osa-I-Klasse sowjet. Projekt 205 | 751 S-712 751 713 732 713 733 712 752 754 714 734 711 731 753 | Max Reichpietsch Albin Köbis Rudolf Eglhofer Dr. Richard Sorge August Lütgens Paul Eisenschneider Karl Meseberg Walter Krämer Paul Schulz Paul Wieczorek Fritz Gast Albert Gast Heinrich Dorrenbach Otto Tost Josef Schares | 1962–1990 1962–1981 1964–1981 1964–1990 1964–1981 1964–1990 1965–1990 1971–1990 | 190 t       | 6. Flottille |      |
| Sassnitz-Klasse Projekt 151      | 591                                                           | Sassnitz | 1990                                                                            | 347 t       | 6. Flottille |      |

#### Leichte/Kleine Torpedoschnellboote
| Klasse/Projekt             | Schiffe | Schiffe               | Schiffe | Verdrängung | Truppenteil   | Bild |
| Klasse/Projekt             | Nr. | Name                  | Dienstzeit | Verdrängung | Truppenteil   | Bild |
| -------------------------- | --- | --------------------- | --- | ----------- | ------------- | ---- |
| Iltis-Klasse Projekt 63    | – | unbenannt             | 1961–1962 1962–1963 | 16,8 t      | Versuchsboote |      |
| Iltis-Klasse Projekt 63    | 9015 973 976 975 V-01 963                                                                                               | unbenannt (Nullserie) | 1963–1966 1963–1969 1963–1968 1963–1972 | 16,8 t      | 6. Flottille  |      |
| Iltis-Klasse Projekt 63    | * | unbenannt             | 1964–1973 1964–1976 1964–1977 1964–1976 1964–1975 1964–1977 1964–1976 1964–1973 1964–1975 1964–1976 1965–1976 1965–1973 1965–1976 1965–1973 1965–1976 1965–1977 1965–1975 1965–1974 1965–1975 1965–1976 1965–1975 1966–1977 1966–1975 | 16,8 t      | 6. Flottille  |      |
| Wiesel-Klasse Projekt 68   | – | unbenannt             | 1960–1961 1961–1962 1962–1963 | 19,2 t      | Versuchsboote |      |
| Wiesel-Klasse Projekt 68   | * | unbenannt             | 1966–1967 1964–1968 1964–1967 1968–1967 1968–1968 1967–1968 1964–1967 1968–1975 1968–1970 1968–1975 1968–1974 1967–1975 1967–1973 1967–1972 1967–1974 1967–1973 1968–1975 1968–1973 1967–1968 1967–1974                               | 19,2 t      | 6. Flottille  |      |
| Libelle-Klasse Projekt 131 | | unbenannt             | 1972–1973 1974–1984 | 30,8 t      | Versuchsboote |      |
| Libelle-Klasse Projekt 131 | 911 921 942 922 943 923 942 924 915 925 931 941 932 942 933 943 934 944 935 965 951 961 964 962 953 963 954 964 955 965 | unbenannt             | 1974–1984 1975–1984 1975–1989 1975–1990 1975–1984 1975–1990 1975–1989 1975–1984 1976–1984 1976–1989 1976–1986 1976–1989 1976–1984 1976–1989 1977–1984                                                                                 | 30,8 t      | 6. Flottille  |      |

#### Torpedoschnellboote
| Klasse/Projekt                      | Schiffe | Schiffe | Schiffe | Verdrängung                  | Truppenteil           | Bild |
| Klasse/Projekt                      | Nr. | Name | Dienstzeit | Verdrängung                  | Truppenteil           | Bild |
| ----------------------------------- | --- | --- | --- | ---------------------------- | --------------------- | ---- |
| Forelle-Klasse Projekt 57           | – G-01 G-02                                                                                                 | unbenannt | 1955–1958 1963–1965 | 65 t                         | 6. Grenzbrigade Küste |      |
| P-6-Klasse sowjet. Projekt 183      | 821 822 842 824 825 844 827 828 841 862 863 845 866 843 821 822 863 823 865 824 825 829 846 863 826 864 866 | Julius Adler Etkar André Rudolf Breitscheid Rudi André Herbert Balzer Willi Bänsch Bernhard Bästlein Artur Becker Fritz Behn Hans Beimler Hans Coppi Hanno Günther Fritz Heckert Adam Kuckhoff Arvid Harnack Bruno Kühn Erich Kuttner Heinz Kapelle Fritz Lesch Wilhelm Leuschner Fritz Riedel Josef Römer Max Roscher Fiete Schulze Anton Saefkow Ernst Schneller Wolfgang Thiess | 1957–1968 1957–1967 1957–1968 1957–1967 1957–1968 1957–1967 1957–1968 1958–1967 1958–1968 1958–1967 1958–1968 1960–1970 1960–1969 1960–1970 1960–1969 1960–1970 1960–1969 1960–1968 1960–1969 1960–1970 1960–1969 | 67 t Gesunken nach Kollision | 6. Flottille          |      |
| Shershen-Klasse sowjet. Projekt 206 | 816 812 836 811 834 831 856 814 815 833 852 851 853 854 813 832 811                                         | Artur Becker Hans Coppi Bernhard Bästlein Etkar André Fritz Heckert Willi Bänsch Walter Husemann Adam Kuckhoff Wilhelm Florin Ernst Grube Rudolf Breitscheid Fritz Behn Ernst Schneller Anton Saefkow Fiete Schulze Arvid Harnack Bruno Kühn Heinz Kapelle | 1968–1986 1968–1984 1969–1984 1969–1986 1969–1985 1969–1990 1970–1990 1970–1986 1970–1990 1970–1986 1971–1985 1971–1990                                                                                           | 145 t                        | 6. Flottille          |      |

### U-Boot-Abwehr
| Klasse/Projekt                   | Schiffe                                         | Schiffe | Schiffe                                                                                             | Verdrängung | Truppenteil                                                        | Bild |
| Klasse/Projekt                   | Nr.                                             | Name | Dienstzeit                                                                                          | Verdrängung | Truppenteil                                                        | Bild |
| -------------------------------- | ----------------------------------------------- | --- | --------------------------------------------------------------------------------------------------- | ----------- | ------------------------------------------------------------------ | ---- |
| SO-1-Klasse sowjet. Projekt 201M |                                                 | Adler Sperber Falke Habicht Reiher Bussard Weihe Elster Kranich Möwe Kormoran Albatros                                  | 1959–1972 1959–1975 1959–1972 1959–1975 1959–1972 1959–1971 1959–1975 1959–1972 1960–1975 1960–1972 | 215 t       | 1. Flottille ab 1966/68 6. Grenzbrigade Küste ab 1972 4. Flottille |      |
| Hai-Klasse Projekt 12.1          | V81                                             | unbenannt | 1963–1970                                                                                           | 250,6 t     | Wissenschaftlich Technisches Zentrum                               |      |
| Hai-Klasse Projekt 12.3          |                                                 | Werdau | 1963–1983                                                                                           | 316 t       | Vorserienschiff                                                    |      |
| Hai-Klasse Projekt 12.4          | 213 211 214 212 215 247 245 242 244 246 216 241 | Grevesmühlen Gadebusch Wismar Sternberg Parchim Ludwigslust Perleberg Bad Doberan Bützow Lübz Ribnitz-Damgarten Teterow | 1965–1983 1965–1980 1965–1984 1965–1982 1966–1981 1966–1983                                         | 320 t       | 1. Flottille 4. Flottille                                          |      |

### Küstenschutz
| Klasse/Projekt                 | Schiffe                                                         | Schiffe | Schiffe | Verdrängung | Truppenteil                                       | Bild |
| Klasse/Projekt                 | Nr.                                                             | Name | Dienstzeit | Verdrängung | Truppenteil                                       | Bild |
| ------------------------------ | --------------------------------------------------------------- | --- | --- | ----------- | ------------------------------------------------- | ---- |
| Typ Seekutter 1. Bauausführung |                                                                 | Freundschaft Pionier Solidarität unbenannt | 1951–1966 1951–1963 1951–1966 1951–1965 1951–1964 1951–1967 | 72 t        | Seepolizei Volkspolizei See 6. Grenzbrigade Küste |      |
| Typ Seekutter 2. Bauausführung |                                                                 | unbenannt | 1951–1963 1951–1967 1951–1966 1951–1965 1952–1963 1952–1966 1952–1967 1953–1969 1953–1965 1953–1964 1953–1967 1953–1964 1953–1963 1953–1965 1953–1969 1953–1966 1953–1964 1953–1969 1953–1967 1953–1963 | 78,4 t      | Seepolizei Volkspolizei See 6. Grenzbrigade Küste |      |
| Riga-Klasse sowjet. Projekt 50 | 141 142 123                                                     | Ernst Thälmann Karl Marx Karl Liebknecht Friedrich Engels                                                                                              | 1956–1978 1956–1976 1959–1968 1959–1969 | 1168 t      | 4. Flottille                                      |      |
| Projekt 1159                   | 141 142 143                                                     | Rostock Berlin – Hauptstadt der DDR Halle | 1978–1990 1979–1990 1986–1990 | 1600 t      | 4. Flottille                                      |      |
| Projekt 133.1                  | 241 242 243 244 221 222 223 224 231 232 233 234 211 212 213 214 | Wismar Parchim Perleberg Bützow Lübz Bad Doberan Güstrow Waren Prenzlau Ludwigslust Ribnitz-Damgarten Teterow Gadebusch Grevesmühlen Bergen Angermünde | 1981–1990 1982–1990 1983–1990 1984–1990 1985–1990 | 792 t       | 4. Flottille 1. Flottille                         |      |

## Minenstreitkräfte

### Minenräumboote
| Klasse/Projekt            | Schiffe                 | Schiffe | Schiffe | Verdrängung | Truppenteil                   | Bild |
| Klasse/Projekt            | Nr.                     | Name | Dienstzeit | Verdrängung | Truppenteil                   | Bild |
| ------------------------- | ----------------------- | --- | --- | ----------- | ----------------------------- | ---- |
| Typ R 218                 | 811 812 813 814 815 816 | unbenannt | 1950–1956 | 131,4 t     | Seepolizei Volkspolizei See   |      |
| Schwalbe-Klasse Projekt 8 | –                       | Aue Zwickau Freiberg Senftenberg Forst Waren Meissen Görlitz Kamenz Prenzlau Eisenach Gotha Jena Greiz Pössneck Eisleben Köthen Zeitz Borna Wurzen Torgau Calbe Stendal Burg Weisswasser Weimar Anklam Luckenwalde Brandenburg Nauen Güstrow Sternberg Hagenow Ilmenau Meiningen Sonneberg | 1955–1968 1955–1965 1955–1968 1955–1971 1955–1973 1955–1981 1955–1968 1955–1970 1955–1968 1955–1970 1955–1968 1956–1968 1956–1981 1956–1968 1956–1981 1956–1968 1956–1971 1956–1973 1956–1974 1957–1974 1957–1973 1957–1971 1957–1963 1957–1973 1957–1966 1957–1969 1958–1974 | 131,4 t     | Volkspolizei See 1. Flottille |      |

### Minensuch- und Räumschiffe
| Klasse/Projekt                | Schiffe | Schiffe | Schiffe                                                                                   | Verdrängung | Truppenteil | Bild |
| Klasse/Projekt                | Nr. | Name | Dienstzeit                                                                                | Verdrängung | Truppenteil | Bild |
| ----------------------------- | --- | --- | ----------------------------------------------------------------------------------------- | ----------- | --- | ---- |
| Projekt 89.0                  | V32 | unbenannt | 1967–1981                                                                                 | 266 t       | Wissenschaftlich Technisches Zentrum |      |
| Kondor-Klasse Projekt 89.1    | V814 S425 S426 GS01 GS02 GS03 GS04/G414 GS05/G423 GS06/G442 G412 G421 G444 G413 G424 GS07/G445 GS08/G415 G425 GS09/G443 G416 G426 G446 | Greifswald Bergen Anklam Ueckermünde Demmin Malchin Altentreptow Pasewalk Templin Neustrelitz Vitte Zingst Prerow Graal-Müritz Kühlungsborn Ahrenshoop Kirchdorf Boltenhagen Klütz Rerik Bansin                                                                                         | 1969–1990 1969–1981 1969–1977 1969–1990 1970–1990 1970–1989 1970–1990                     | 329 t       | 1. Flottille ab 1971 6. Grenzbrigade Küste, 1. Grenzschiffsabteilung Sassnitz (ab 01.12.1983 Hohe Düne) 2. und 4. Grenzschiffsabteilung Hohe Düne |      |
| Kondor-II-Klasse Projekt 89.2 | V811 S321 334 315 321 345 346 324 325 326 331 332 333 V812 335 V813 341 342 343 344 322 323 311 312 313 314 315 316 314 336            | Wolgast Kamenz Stralsund Wittstock Kyritz Neuruppin Strasburg Röbel Pritzwalk Rathenow Dessau Bitterfeld Tangerhütte Genthin Zerbst Rosslau Oranienburg Jüterbog Bernau Eilenburg Riesa Wilhelm-Pieck-Stadt Guben Sömmerda Eisleben Gransee Zeitz Hettstadt Altenburg Schönebeck Grimma | 1971–1990 1971–1981 1971–1990 1972–1990 1972–1988 1972–1990 1973–1990 1973–1981 1973–1990 | 436,6 t     | Versuchsboot Schulboot 1. Flottille 4. Flottille 1. Flottille Versuchsboot 1. Flottille Versuchsboot 4. Flottille 1. Flottille                    |      |

### Minenleg- und Räumschiffe
| Klasse/Projekt           | Schiffe | Schiffe | Schiffe                                                                                   | Verdrängung | Truppenteil                   | Bild |
| Klasse/Projekt           | Nr.     | Name | Dienstzeit                                                                                | Verdrängung | Truppenteil                   | Bild |
| ------------------------ | ------- | --- | ----------------------------------------------------------------------------------------- | ----------- | ----------------------------- | ---- |
| Habicht-Klasse Projekt 1 | *       | Suhl Schwerin unbenannt Neubrandenburg unbenannt Cottbus Bergen Frankfurt/Oder Stralsund Sassnitz Wolgast Greifswald | 1953–1967 1953–1958 1953–1965 1954–1958 1954–1965 1955–1968 1955–1970 1955–1965 1955–1968 | 670 t       | Volkspolizei See 1. Flottille |      |
| Krake-Klasse Projekt 15  | *       | Berlin Halle Dresden Rostock Gera Magdeburg Erfurt Karl-Marx-Stadt Potsdam Leipzig                                   | 1957–1976 1957–1972 1957–1973 1957–1972 1958–1972 1958–1976 1958–1973 1958–1976           | 676 t       | 1. Flottille 4. Flottille     |      |

## Landungsschiffe und -boote
| Klasse/Projekt              | Schiffe                                         | Schiffe | Schiffe                                                     | Verdrängung | Truppenteil  | Bild |
| Klasse/Projekt              | Nr.                                             | Name | Dienstzeit                                                  | Verdrängung | Truppenteil  | Bild |
| --------------------------- | ----------------------------------------------- | --- | ----------------------------------------------------------- | ----------- | ------------ | ---- |
| Labo-Klasse Projekt 46      | *                                               | unbenannt | 1962–1976 1962–1977 1962–1976 1962–1977                     | 232,5 t     | 1. Flottille |      |
| Robbe-Klasse Projekt 47     |                                                 | Schwedt Eisenhüttenstadt Grimmen Lübben Hoyerswerda Eberswalde                                                                     | 1964–1978 1964–1976 1964–1975 1964–1976                     | 709 t       | 1. Flottille |      |
| Frosch-I-Klasse Projekt 108 | 611 632 613 634 631 612 633 614 635 636 615 616 | Hoyerswerda Hagenow Frankfurt/Oder Eberswalde/Finow Lübben Schwerin Neubrandenburg Cottbus Anklam Schwedt Eisenhüttenstadt Grimmen | 1976–1990 1977–1990 1978–1990 1977–1990 1978–1990 1979–1990 | 1699 t      | 1. Flottille |      |

## Hilfs- und Sicherstellungsschiffe

### Bergungsschiffe und Schlepper
| Klasse/Projekt                 | Schiffe     | Schiffe                                   | Schiffe                       | Verdrängung | Truppenteil                            | Bild |
| Klasse/Projekt                 | Nr.         | Name                                      | Dienstzeit                    | Verdrängung | Truppenteil                            | Bild |
| ------------------------------ | ----------- | ----------------------------------------- | ----------------------------- | ----------- | -------------------------------------- | ---- |
| Projekt 4                      |             | Wismar                                    | 1953–1962                     | 727 t       |                                        |      |
| Projekt 501                    | A73         | unbenannt                                 | 1952–1976                     | 194 t       |                                        |      |
| Scholle-Klasse                 |             | unbenannt                                 | 1956–1976                     | 191 t       |                                        |      |
| Projekt 17                     | A14         | Thale                                     | 1963–1990                     | 823 t       | 1. Flottille                           |      |
| Projekt 19                     |             | unbenannt                                 | 1959–1990                     | 269 t       |                                        |      |
| Typ M-9-463                    |             | Hai Robbe                                 | 1961–1990                     | 221 t       |                                        |      |
| Elbe-Klasse Projekt 2204       |             | unbenannt 2 Schiffe 4 Schiffe 6 Schiffe   | 1964–1980 1965–1980 1966–1980 | 15,5 t      | 1 × 1. Flottille                       |      |
| Warnow-Klasse Projekt 1344     |             | unbenannt 07 Schiffe 12 Schiffe 01 Schiff | 1969–1990 1973–1990 1974–1990 | 25,1 t      |                                        |      |
| Piast-Klasse poln. Projekt 570 | A441        | Otto von Guericke                         | 1976–1990                     | 1628 t      |                                        |      |
| sowjet. Projekt 498            | A10         | unbenannt                                 | 1983–1990                     | 300 t       |                                        |      |
| Zander-Klasse Projekt 414      | A45 A68 A08 | Zander Kormoran Delphin                   | 1989–1990 1990                | 286 t       | 4. Flottille 6. Flottille 1. Flottille |      |

### Feuerlöschboote
| Klasse/Projekt         | Schiffe                | Schiffe   | Schiffe                                           | Verdrängung | Truppenteil                                                      | Bild |
| Klasse/Projekt         | Nr.                    | Name      | Dienstzeit                                        | Verdrängung | Truppenteil                                                      | Bild |
| ---------------------- | ---------------------- | --------- | ------------------------------------------------- | ----------- | ---------------------------------------------------------------- | ---- |
| Ibis-Klasse Projekt 61 | F131 F440 F11 F661 F62 | unbenannt | 1959–1990 1960–1989 1960–1983 1960–1989 1960–1983 | 88,3 t      | 1. Flottille 4. Flottille 4. Flottille 6. Flottille 6. Flottille |      |

### Flugsicherungsboot
| Klasse/Projekt             | Schiffe | Schiffe      | Schiffe    | Verdrängung | Truppenteil  | Bild |
| Klasse/Projekt             | Nr.     | Name         | Dienstzeit | Verdrängung | Truppenteil  | Bild |
| -------------------------- | ------- | ------------ | ---------- | ----------- | ------------ | ---- |
| Havanna-Klasse Projekt 116 | A114    | Hugo Eckener | 1971–1990  | 488 t       | 1. Flottille |      |

### Rettungsschiffe
| Klasse/Projekt            | Schiffe   | Schiffe   | Schiffe             | Verdrängung | Truppenteil | Bild |
| Klasse/Projekt            | Nr.       | Name      | Dienstzeit          | Verdrängung | Truppenteil | Bild |
| ------------------------- | --------- | --------- | ------------------- | ----------- | ----------- | ---- |
| Habicht-Klasse Projekt 67 | R-21 R-11 | unbenannt | 1962–1968 1963–1970 | 510 t       |             |      |

### Schwimmende Stützpunkte, Wohnschiffe
| Klasse/Projekt           | Schiffe                             | Schiffe                                         | Schiffe                                                               | Verdrängung | Truppenteil                                                                 | Bild |
| Klasse/Projekt           | Nr.                                 | Name                                            | Dienstzeit                                                            | Verdrängung | Truppenteil                                                                 | Bild |
| ------------------------ | ----------------------------------- | ----------------------------------------------- | --------------------------------------------------------------------- | ----------- | --------------------------------------------------------------------------- | ---- |
|                          | S92                                 | Grobian                                         | 1958–1981                                                             | 550 t       | 6. Flottille Marinepionierbataillon ab 1977 Flottenschule „Walter Steffens“ |      |
| Jugend-Klasse Projekt 62 | H12 N82 H52 N82 N61 N81 N41 N91 N51 | unbenannt                                       | 1961–1986 1961–1990 1961–1985 1962–1987 1962–1990 1963–1990 1963–1984 | 1113 t      | 6. Flottille                                                                |      |
| Ohre-Klasse Projekt 162  | H71 H11 H31 H51 H72 H91             | Vogtland Altmark Harz Havelland Börde Uckermark | 1984–1990 1985–1990 1986–1990                                         | 2391 t      | 6. Flottille                                                                |      |
| Projekt 413              | V88                                 | unbenannt                                       | 1986–1990                                                             | 138 t       | Wissenschaftlich-Technisches Zentrum                                        |      |

Schiffe, die nach ihrer regulären Dienstzeit zu Wohnschiffen umfunktioniert wurden:
- Flagg- und Schulschiff Albin Köbis (ehemals Ernst Thälmann) von 1961 bis 1963 in Saßnitz

### Tanker
| Klasse/Projekt                         | Schiffe               | Schiffe              | Schiffe                       | Verdrängung | Truppenteil                            | Bild |
| Klasse/Projekt                         | Nr.                   | Name                 | Dienstzeit                    | Verdrängung | Truppenteil                            | Bild |
| -------------------------------------- | --------------------- | -------------------- | ----------------------------- | ----------- | -------------------------------------- | ---- |
| Projekt RL 235                         | C112                  | Vilm                 | 1952–1990                     | 429 t       |                                        |      |
| Projekt 506                            | C*                    | unbenannt            | 1956–1990                     | 410 t       | 4. Flottille                           |      |
| Projekt 35                             | C111 C443 C661        | Riems Poel Hiddensee | 1960–1990 1961–1990 1962–1990 | 643 t       | 2 × 1. Flottille 1 × 6 .Flottille      |      |
| Koenigs-Klasse                         | C11 C12 C40 C60 C61 * | unbenannt            | 1960–1990                     | 321 t       | 1. Flottille 4. Flottille 6. Flottille |      |
| Baskunchak-Klasse sowjet. Projekt 1545 | C441                  | Usedom               | 1966–1990                     | 2060 t      | 4. Flottille                           |      |

### Taucherboote
| Klasse/Projekt | Schiffe                                    | Schiffe              | Schiffe             | Verdrängung | Truppenteil                                       | Bild |
| Klasse/Projekt | Nr.                                        | Name                 | Dienstzeit          | Verdrängung | Truppenteil                                       | Bild |
| -------------- | ------------------------------------------ | -------------------- | ------------------- | ----------- | ------------------------------------------------- | --- |
|                | K12 (923)                                  | Lumme                | 1950–1971           | 180 t       | 1. Flottille Peenemünde                           | |
| Projekt 24     | K11 A60 / K47(TaucherII) / K74 (TaucherII) | Taucher I Taucher II | 1959–1981 1959–1990 | 170 t       | 1. Flottille Peenemünde 4. Flottille/6. Flottille | Alle Schlepper mit Dekompressionskammern mit Arzt- und Medikamentenschleuse sowie Bajonettverschluss für mobile Dekompressionskammer; zugelassen bis 9 bar (entspricht 80 Meter Wassertiefe). |

### Torpedo-Fangboote
| Klasse/Projekt            | Schiffe         | Schiffe           | Schiffe             | Verdrängung | Truppenteil  | Bild |
| Klasse/Projekt            | Nr.             | Name              | Dienstzeit          | Verdrängung | Truppenteil  | Bild |
| ------------------------- | --------------- | ----------------- | ------------------- | ----------- | ------------ | ---- |
| Sperber-Klasse Projekt 23 | B61 B62 B63 B64 | unbenannt         | 1958–1963 1958–1968 | 41,5 t      | 6. Flottille |      |
| Kondor-Klasse Projekt 129 | V661 V662       | Libben Strelasund | 1971–1990           | 342 t       | 6. Flottille |      |

### Versorger
| Klasse/Projekt               | Schiffe             | Schiffe                       | Schiffe             | Verdrängung | Truppenteil                            | Bild |
| Klasse/Projekt               | Nr.                 | Name                          | Dienstzeit          | Verdrängung | Truppenteil                            | Bild |
| ---------------------------- | ------------------- | ----------------------------- | ------------------- | ----------- | -------------------------------------- | ---- |
| Projekt RL 235               | *                   | Ruden                         | 1952–1971           | 427 t       |                                        |      |
| Projekt 505                  | *                   | unbenannt                     | 1953–1983 1954–1983 | 251 t       |                                        |      |
| Projekt 120                  | E61                 | Timmendorf                    | 1962–1983           | 325 t       | 6. Flottille                           |      |
| Frosch-II-Klasse Projekt 109 | E35 E36             | Nordperd Südperd              | 1979–1990 1980–1990 | 1791 t      | 1. Flottille                           |      |
| Darss-Klasse Projekt 602     | E441 E111 E661 P816 | Darss Mönchgut Wittow Granitz | 1983–1990           | 2085 t      | 4. Flottille 1. Flottille 6. Flottille |      |

### Werkstattschiff
| Klasse/Projekt           | Schiffe   | Schiffe         | Schiffe             | Verdrängung | Truppenteil                                       | Bild |
| Klasse/Projekt           | Nr.       | Name            | Dienstzeit          | Verdrängung | Truppenteil                                       | Bild |
| ------------------------ | --------- | --------------- | ------------------- | ----------- | ------------------------------------------------- | ---- |
| Darss-Klasse Projekt 602 | P441 P816 | Kühlung Granitz | 1983–1990 1983–1990 | 2085 t      | 4. Flottille Wissenschaftlich-Technisches Zentrum |      |

## Aufklärungsschiffe
| Klasse/Projekt            | Schiffe   | Schiffe      | Schiffe    | Verdrängung | Truppenteil  | Bild |
| Klasse/Projekt            | Nr.       | Name         | Dienstzeit | Verdrängung | Truppenteil  | Bild |
| ------------------------- | --------- | ------------ | ---------- | ----------- | ------------ | ---- |
|                           | D41 (alt) | Hydrograph   | 1961–1983  | 680 t       | 4. Flottille |      |
| Kondor-Klasse Projekt 115 | D42 D43   | Komet Meteor | 1972–1990  | 359 t       | 4. Flottille |      |
| Darss-Klasse Projekt 602  | D41       | Jasmund      | 1985–1990  | 2096 t      | 4. Flottille |      |

## Schulschiffe
KS-L = Küstenschutz-Lehrfahrzeug
| Klasse/Projekt            | Schiffe | Schiffe                             | Schiffe    | Verdrängung | Truppenteil                          | Bild |
| Klasse/Projekt            | Nr.     | Name                                | Dienstzeit | Verdrängung | Truppenteil                          | Bild |
| ------------------------- | ------- | ----------------------------------- | ---------- | ----------- | ------------------------------------ | ---- |
| Schulkutter               | 824     | unbenannt                           | 1951–195?  | 82 t        | Seepolizeischule Schulbootsabteilung |      |
| Projekt KS-L              | 842     | unbenannt                           | 1951–1956  | 63 t        | Seepolizeischule Schulbootsabteilung |      |
| Projekt 2                 | 844     | Fürstenberg Prenzlau                | 1952–1959  | 168 t       | Seepolizeischule Schulbootsabteilung |      |
| Projekt 3                 |         | Albin Köbis bis 1961 Ernst Thälmann | 1952–1963  | 1100 t      | Seepolizeischule Schulbootsabteilung |      |
| Projekt 5                 |         | unbenannt                           | 1952–1956  | 80 t        | Seepolizeischule Schulbootsabteilung |      |
| Wodnik-Klasse Projekt 888 | S61     | Wilhelm Pieck                       | 1976–1990  | 1617 t      | 4. Flottille                         |      |

## Erprobungsschiffe
| Klasse/Projekt           | Schiffe | Schiffe  | Schiffe    | Verdrängung | Truppenteil                          | Bild |
| Klasse/Projekt           | Nr.     | Name     | Dienstzeit | Verdrängung | Truppenteil                          | Bild |
| ------------------------ | ------- | -------- | ---------- | ----------- | ------------------------------------ | ---- |
| Projekt R 233            | V84     | Rügen    | 1952–1974  | 382 t       | Wissenschaftlich-Technisches Zentrum |      |
| Projekt 4323             | V84     | Rügen-II | 1974–1986  | 326 t       | Wissenschaftlich-Technisches Zentrum |      |
| Darss-Klasse Projekt 602 | V815    | Werdau   | 1984–1990  | 2085 t      | Wissenschaftlich-Technisches Zentrum |      |

## Repräsentationsschiffe
| Klasse/Projekt      | Schiffe | Schiffe                           | Schiffe    | Verdrängung | Truppenteil                       | Bild |
| Klasse/Projekt      | Nr.     | Name                              | Dienstzeit | Verdrängung | Truppenteil                       | Bild |
| ------------------- | ------- | --------------------------------- | ---------- | ----------- | --------------------------------- | ---- |
| Werft-Baunummer 582 | –       | Ostseeland II bis 1971 Ostseeland | 1961–1990  | 342 t       | unterstand direkt dem Chef der VM |      |
| Projekt 121         | –       | Ostseeland                        | 1971–1990  | 612 t       | Büro des Ministerrates der DDR    |      |

## Verkehrsboote
| Klasse/Projekt                   | Schiffe | Schiffe                                                        | Schiffe                                 | Verdrängung | Truppenteil                                                                                     | Bild |
| Klasse/Projekt                   | Nr.     | Name                                                           | Dienstzeit                              | Verdrängung | Truppenteil                                                                                     | Bild |
| -------------------------------- | ------- | -------------------------------------------------------------- | --------------------------------------- | ----------- | ----------------------------------------------------------------------------------------------- | ---- |
| Kommandantenboot Projekt 4       | –       | unbenannt 10 Boote                                             | 1950–19??                               | 3,4 t       | Seepolizei                                                                                      |      |
| Motorbarkasse MB-12 Projekt 12   |         | unbenannt 6 Boote                                              | 1956–1965 1958–1965                     | 9,24 t      |                                                                                                 |      |
| Verkehrsboot Projekt 55          |         | unbenannt 2 Boote                                              | 1958–1962                               | 17,2 t      |                                                                                                 |      |
| Motorbarkasse MB-13 Projekt 13   |         | unbenannt 04 Boote 12 Boote 10 Boote 08 Boote                  | 1961–19?? 1962–19?? 1964–19?? 1965–19?? | 9,9 t       |                                                                                                 |      |
| Reedeverkehrsboot Projekt 066 S  |         | unbenannt                                                      | 1968–1990 1969–1990                     | 4,3 t       |                                                                                                 |      |
| Motorbarkasse MBK-14 Projekt 407 |         | unbenannt 01 Boot 10 Boote 15 Boote 02 Boote 09 Boote 03 Boote | 1976–1990 1977–1990 1978–1990 1979–1990 | 19,8 t      | Ferienheim der NVA Hafenkommandos Offiziershochschule 6. Grenzbrigade Küste Offiziershochschule |      |

## Seehydrographischer Dienst

### Forschungsschiffe
| Klasse/Projekt       | Schiffe | Schiffe        | Schiffe    | Verdrängung | Truppenteil | Bild |
| Klasse/Projekt       | Nr.     | Name           | Dienstzeit | Verdrängung | Truppenteil | Bild |
| -------------------- | ------- | -------------- | ---------- | ----------- | ----------- | ---- |
| Logger Projekt RL234 |         | Joh. L. Krüger | 1951–1960  | 435 t       | SHD         |      |

### Seezeichenkontrollfahrzeuge
| Klasse/Projekt                         | Schiffe                            | Schiffe                                                                       | Schiffe                       | Verdrängung | Truppenteil | Bild |
| Klasse/Projekt                         | Nr.                                | Name                                                                          | Dienstzeit                    | Verdrängung | Truppenteil | Bild |
| -------------------------------------- | ---------------------------------- | ----------------------------------------------------------------------------- | ----------------------------- | ----------- | ----------- | ---- |
| Seezeichenboot                         |                                    | Mecklenburg                                                                   | 1952–1954                     |             | SHD         |      |
| Seezeichenschiff                       |                                    | Dänholm bis 1953 Leitholm                                                     | 1952–1957                     |             | SHD         |      |
| Barkasse                               |                                    | Golwitz bis 1953 Orion                                                        | 1952–1967                     |             | SHD         |      |
| Schlepper                              |                                    | Walfisch bis 1953 Borwin                                                      | 1952–1971                     |             | SHD         |      |
| Sperling-Klasse Seezeichenkontrollboot |                                    | Arkona Stubbenkammer Darsser Ort                                              | 1954–1976                     | 70,5 t      | SHD         |      |
| Sperber-Klasse Projekt 23              | D10 D11 D27                        | unbenannt                                                                     | 1963–1968 1963–1969           | 41,5 t      | SHD         |      |
| SK-64-Klasse Projekt 64                | D25 D114 D26 D115 D27 D116 D28 D39 | Gollwitz Ranzow Breitling Landtief Grasort Kollicker Ort Esper Ort Palmer Ort | 1968–1990 1968–1986 1968–1990 | 151,8 t     | SHD         |      |
| SK-76-Klasse Projekt 601               | D112 D113 D22                      | Gellen Arkona Darsser Ort                                                     | 1976–1990 1977–1990           | 151,8 t     | SHD         |      |

### Tonnenleger
| Klasse/Projekt             | Schiffe | Schiffe                       | Schiffe    | Verdrängung | Truppenteil | Bild |
| Klasse/Projekt             | Nr.     | Name                          | Dienstzeit | Verdrängung | Truppenteil | Bild |
| -------------------------- | ------- | ----------------------------- | ---------- | ----------- | ----------- | ---- |
| Tonnenleger                |         | Dornbusch (I) (bis 1953 Möwe) | 1952–1956  | 268 t       | SHD         |      |
| Tonnenleger                |         | Gellen (bis 1953 Blitz)       | 1952–1957  |             | SHD         |      |
| Frachtschiff               |         | Freesendorf (bis 1953 Mars)   | 1952–1957  |             | SHD         |      |
| Schlepper                  |         | Buk (I) (bis 1953 Wolf)       | 1952–1969  |             | SHD         |      |
| Kamenka-Klasse Projekt 870 | D29     | Buk (II)                      | 1969–1990  | 480 t       | SHD         |      |
| Finik-Klasse Projekt 872   | D111    | Dornbusch (III)               | 1978–1990  | 1141 t      | SHD         |      |

### Vermessungsfahrzeuge
| Klasse/Projekt            | Schiffe | Schiffe                          | Schiffe             | Verdrängung | Truppenteil | Bild |
| Klasse/Projekt            | Nr.     | Name                             | Dienstzeit          | Verdrängung | Truppenteil | Bild |
| ------------------------- | ------- | -------------------------------- | ------------------- | ----------- | ----------- | ---- |
| Tjalk Motorsegler         |         | Senta                            | 1950–1956           | 30 t        | SHD         |      |
| Motorboot                 |         | Schwalbe                         | 1950–1957           |             | SHD         |      |
| Motorboot                 |         | Hydrologe                        | 1950–1957           |             | SHD         |      |
| Barkasse                  |         | Erna                             | 1950–1960           |             | SHD         |      |
| Barkasse                  |         | Kranich                          | 1950–1960           |             | SHD         |      |
| Kutter                    |         | J. L. Krüger bis 1961 Hydrograph | 1950–1975           | 44,28 t     | SHD         |      |
| Arbeitsboot Projekt 0091  |         | Kompass Sextant                  | 1952–1969 1952–1958 | 4,5 t       | SHD         |      |
| Kutter                    |         | Jordan Magnetologe               | 1953–1975 1954–1960 | 114 t       | SHD         |      |
| Seiner Projekt 501/2      |         | Jordan bis 1976 Karl F. Gauss    | 1953–1983           | 215,5 t     | SHD         |      |
| Motorbarkasse Projekt 407 |         | Bessel                           | 1981–1990           | 19,8 t      | SHD         |      |

### Vermessungs- und Seezeichenfahrzeuge
| Klasse/Projekt | Schiffe | Schiffe                      | Schiffe    | Verdrängung | Truppenteil | Bild |
| Klasse/Projekt | Nr.     | Name                         | Dienstzeit | Verdrängung | Truppenteil | Bild |
| -------------- | ------- | ---------------------------- | ---------- | ----------- | ----------- | ---- |
| Kutter         |         | Flaggtief bis 1953 Stralsund | 1950–1968  | 48,7 t      | SHD         |      |
| Motorschlepper |         | Roland                       | 1952–1958  |             | SHD         |      |

### Wohnfahrzeuge
| Klasse/Projekt | Schiffe | Schiffe | Schiffe    | Verdrängung | Truppenteil | Bild |
| Klasse/Projekt | Nr.     | Name    | Dienstzeit | Verdrängung | Truppenteil | Bild |
| -------------- | ------- | ------- | ---------- | ----------- | ----------- | ---- |
| Wohnschute     |         | Barth   | 1950–1990  |             | SHD         |      |